# Воскресенська сільська рада (Мелеузівський район)
Воскресе́нська сільська рада (рос. Воскресенский сельский совет) — муніципальне утворення у складі Мелеузівського району Башкортостану, Росія. Адміністративний центр — село Воскресенське.

## Населення
Населення — 1527 осіб (2019, 1850 в 2010, 2036 в 2002).

## Склад
До складу поселення входять такі населені пункти:
| Населений пункт     | Населення, осіб (2002) | Населення, осіб (2010) |
| ------------------- | ---------------------- | ---------------------- |
| Воскресенське, село | 1988                   | 1817                   |
| Кочкар, хутір       | 46                     | 32                     |
| Красний Яр, хутір   | 2                      | 1                      |